# Jonas Mačys-Kėkštas
Jonas Mačys-Kėkštas (ur. 1867 w Ingowangach, zm. 15 grudnia 1902 w Nowym Jorku) – litewski poeta.

## Życiorys
Wywodził się z niezamożnej rodziny chłopskiej. Naukę w gimnazjum odbył w Mariampolu (1880-1885). Pierwszy wiersz ogłosił w 1885. Nosił on tytuł Niedole pieśniarza (lit. Nelaimės dainiaus). W tym samym roku opublikował w piśmie Aušra swoje pierwsze materiały publicystyczne i korespondencje pod pseudonimem Kėkštas. Wprowadził do litewskojęzycznej poezji motywy antycarskie i proletariackie. Potępiał feudalną i arystokratyczną historię Litwy. Jego utwory nie cieszyły się powodzeniem. Przekazywał tajne informacje o działalności administracji Imperium Rosyjskiego przywódcom litewskiego ruchu narodowowyzwoleńczego, co zmusiło go do ucieczki z Litwy do Prus Wschodnich (1900), a następnie do Stanów Zjednoczonych. Redagował tam od 1901 do 1902 czasopismo Vienybė Lietuvninkų. Zajmował się też tłumaczeniami (George Gordon Byron, Percy Bysshe Shelley, Johann Wolfgang von Goethe, Aleksandr Puszkin, Michaił Lermontow, Maria Konopnicka, Władysław Syrokomla, Victor Hugo, Heinrich Heine, Sándor Petőfi, Wacław Sieroszewski i inni).
Oprócz działalności literackiej działał też w samorządzie. W latach 1886–1892 był urzędnikiem w Poniemuniu, a w latach 1893–1897 burmistrzem Wierzbołowa. Od 1889 do 1900 był sekretarzem zarządu powiatu wyłkowyskiego.
Pochowano go na cmentarzu w Prenach.

## Twórczość
- wiersze: Znam płacz (lit. Pažįstu verksmą), Opuszczony (lit. Apleistatis), Pieśń ludzi pracy (lit. Darbo Žmonių giesmė), Na środku oceanu (lit. Vidur okeano),
- publicystyka: Nasze niedole (lit. Mūsųvargai), Duch i materia (lit. Dvasia ir medžiaga),
- zbiory wierszy, w których ujęto jego twórczość: Eiles (Pittsburgh, 1910), Poezija (Wilno, 1948), Raštai, (Wilno, 1961)[2].

Pisał wiersze o tematyce socjalno-robotniczej. Solidaryzował się z biednymi i sierotami. Jego utwory patriotyczne pełne są złożonych alegorii, natomiast elegijne odzwierciedlają nostalgiczne pragnienie szczęścia. Charakteryzują się subiektywnym ponurym nastrojem. Wiersze-kazania zawierają symbolikę teistyczną, zgodę na cierpienie ziemskie i motywy humanistyczne. Jego poezja satyryczna głosi wolność twórczą, a filozoficzna stoicyzm ubogich.